# Pirania Natterera
Pirania Natterera, pirania czarnoogonowa, pirania czerwona (Pygocentrus nattereri) – gatunek słodkowodnej, drapieżnej ryby z rodziny piraniowatych (Serrasalmidae), wcześniej klasyfikowanej jako podrodzina kąsaczowatych (Characidae). Ryba potencjalnie niebezpieczna dla ludzi ze względu na możliwość dotkliwego pogryzienia – jest uważana za najbardziej niebezpieczną i agresywną piranię. Poławiana lokalnie jako ryba konsumpcyjna, często hodowana w akwariach.

## Występowanie
Północno-wschodnia Ameryka Południowa pomiędzy 9°N – 34°S, na wschód od Andów. Występuje licznie w dorzeczach Amazonki, Parany, Essequibo, rzeki Urugwaj oraz w rzekach północno-wschodnich wybrzeży Brazylii. Gatunek introdukowano w wielu słodkowodnych zbiornikach Stanów Zjednoczonych.

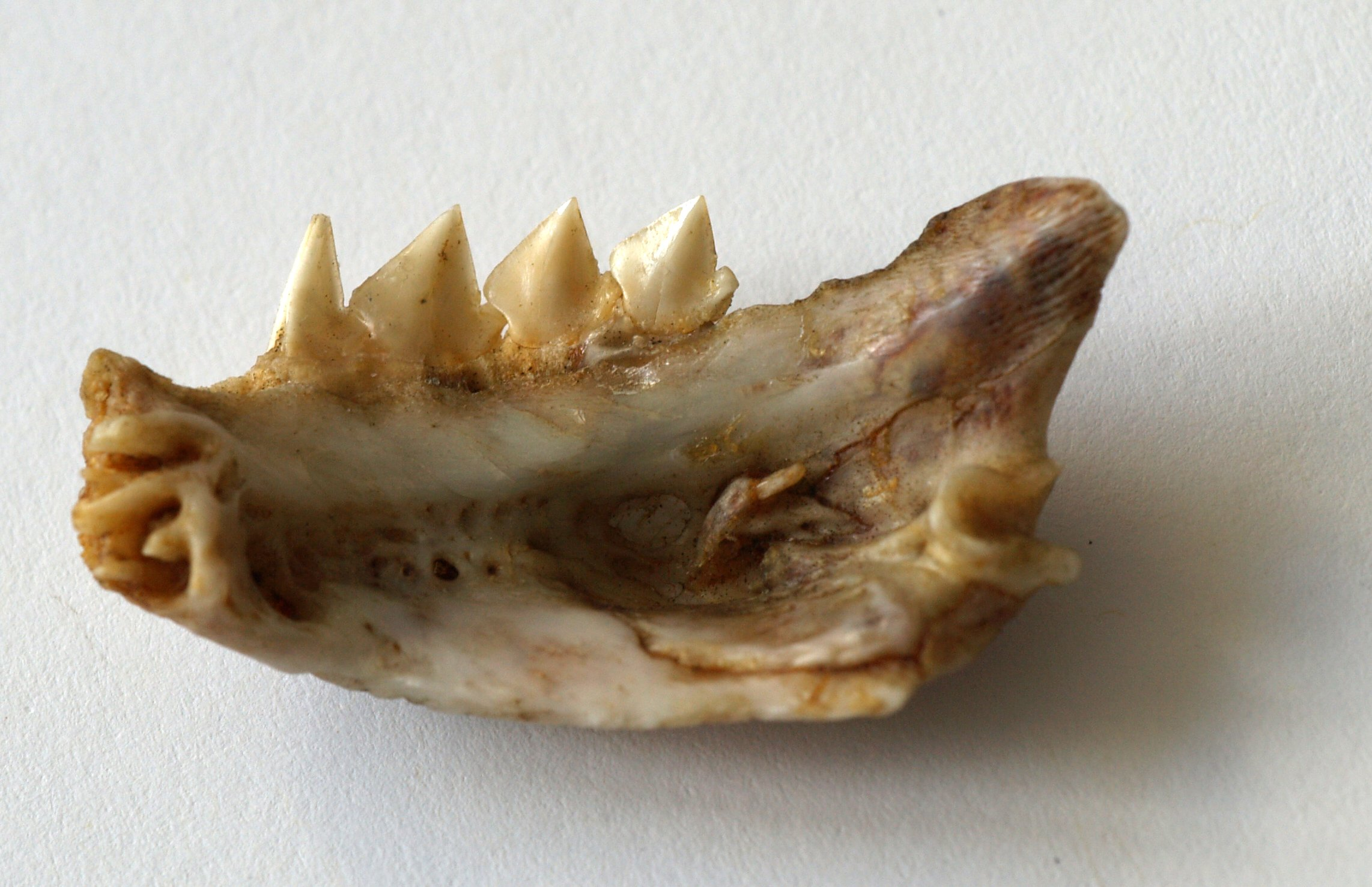
Zęby piranii Natterera

## Cechy charakterystyczne
Krępe, wysokie, silnie bocznie spłaszczone ciało o maksymalnej długości 33 cm i masie 3,85 kg. Głowa duża, z tępo ściętym pyskiem i szerokimi policzkami, pod którymi ukryta jest muskulatura umożliwiająca silne zaciskanie szczęk. Grube wargi zasłaniają ostre, silne zęby o trójkątnym kształcie osadzone przeciwlegle na obu szczękach – umożliwiają odcinanie kawałków ciała ofiary. Ubarwienie jest różne, w zależności od lokalizacji danej populacji i wieku ryby, prawdopodobnie również od jej wielkości. Zwykle w dolnej części ciała dominuje ubarwienie rdzawo-pomarańczowe, a grzbiet jest srebrzystoszary. Płetwa grzbietowa i tłuszczowa są czarne.

## Biologia i ekologia
Piranie Natterera tworzą niewielkie stada złożone z 20–30 osobników, w których ustalają strukturę hierarchiczną. Metody pobierania pokarmu i preferencje pokarmowe zmieniają się z wiekiem ryb. Młode piranie żerują głównie w ciągu dnia zjadając owady i ich larwy, dorosłe – o brzasku i o zmierzchu, żywiąc się przede wszystkim owadami, ślimakami i osłabionymi rybami, a przy braku pokarmu mięsnego uzupełniając dietę roślinami. Mogą jednak zjeść każdy pokarm, nawet lądowe kręgowce, które dostały się do wody. W poszukiwaniu zdobyczy kierują się bardzo dobrym słuchem. W porze suchej stłoczone w wysychających zbiornikach stada piranii zaciekle atakują swoje ofiary. Zwiększoną agresję wykazują również w okresie rozrodu.
Jest to gatunek jajorodny. Ikrę składa w dołku wykopanym w podłożu, a po zapłodnieniu przytwierdza do przydennej roślinności. Jako nieliczne wśród kąsaczokształtnych, piranie chronią swoją ikrę.

## Znaczenie w ekosystemie
Piranie Natterera spełniają w zajmowanych biocenozach funkcje sanitarne – zjadają ryby zdradzające objawy osłabienia. Pomiędzy piranią Natterera a Serrasalmus marginatus zaobserwowano relacje mutualistyczne polegające na pobieraniu przez S. marginatus pasożytów z ciała piranii Natterera.
Przypisywana tym rybom krwiożerczość, zwłaszcza w odniesieniu do ludzi i dużych ssaków, nie została potwierdzona. Uważa się, że stanowią potencjalne zagrożenie, szczególnie w regionach gęsto zaludnionych i w wodach zanieczyszczonych odpadami mięsnymi (np. okolice rzeźni). Zapach krwi może je sprowokować do zaatakowania rannego zwierzęcia lub człowieka. Wprawdzie odnotowano przypadki grupowego ataku piranii na duże ssaki i ludzi, jednak nie potwierdzono żadnego przypadku ze skutkiem śmiertelnym. Większość relacji o tych atakach uznawana jest za mocno przesadzone.

## Znaczenie gospodarcze
Mięso piranii jest jadalne. Ryby te są poławiane lokalnie na niewielką skalę. Znacznie większe znaczenie mają jako ryby akwariowe.

## Hodowla w akwarium

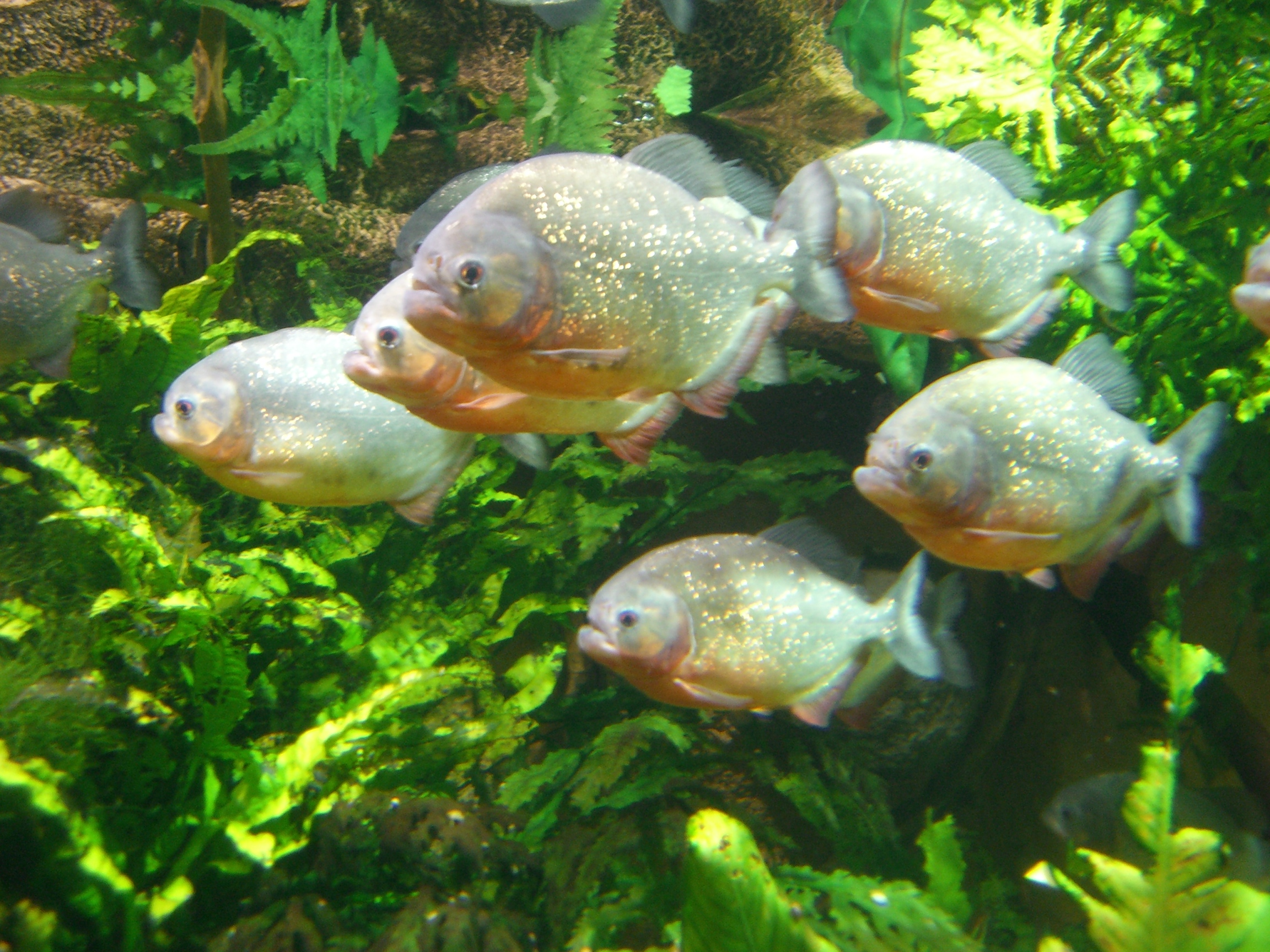
Stado piranii Natterera w oceanarium w Petersburgu

W literaturze akwarystycznej ryba ta opisywana była pod nazwą piranii czerwonej (Serrasalmus altus lub Serrasalmus nattereri). Hodowla młodych osobników w dużym zbiorniku o długości co najmniej 20 cm nie nastręcza problemów. Jednak ryby te osiągają przeciętnie około 27 cm długości, a jako ryby stadne powinny być pielęgnowane w stadzie. W akwarium potrzebują dużo roślinności, aby mogły się ukryć. W zbyt gęsto obsadzonym zbiorniku i przy złym karmieniu zdarzają się przypadki kanibalizmu.
W trakcie zabiegów pielęgnacyjnych zalecane jest zachowanie daleko idącej ostrożności.